# Gambetto dei Pirenei
Il gambetto dei Pirenei è un'apertura degli scacchi caratterizzata dalle mosse:
1. d4 Cf6
2. c4 b5

È una apertura alquanto dubbia, perché il Nero sacrifica subito un pedone senza alcun particolare vantaggio, ma ha raggiunto un minimo di interesse. perché nel 1993 l'allora campione del mondo Garry Kasparov è stato sconfitto con il Bianco da Wilder Cotrina. Anche se la partita faceva parte di una esibizione in simultanea, il fatto che, utilizzando questo gambetto, fosse stato sconfitto il campione del mondo, spinse più di qualche scacchista per lo più amatoriale ad utilizzarlo in partite blitz o rapid per sorprendere l'avversario.
Attualmente il gambetto è giocato raramente, perché la risposta naturale del Bianco 3.cxb5, seguita da 4.Cf3 gli permette di avere un pedone di vantaggio, adeguatamente protetto dal Cavallo. 